# Schrassig
Schrassig är en ort i Luxemburg.   Den ligger i distriktet Luxemburg, i den södra delen av landet, 9 kilometer öster om huvudstaden Luxemburg. Schrassig ligger 258 meter över havet och antalet invånare är 1 051.
Terrängen runt Schrassig är lite kuperad.  Runt Schrassig är det ganska tätbefolkat, med 230 invånare per kvadratkilometer.. Närmaste större samhälle är Luxemburg, 9,3 kilometer väster om Schrassig. 
Omgivningarna runt Schrassig är en mosaik av jordbruksmark och naturlig växtlighet.